# Heptagon Verlag
Der heptagon Verlag ist ein 1998 gegründeter Buchverlag mit Sitz in Berlin. Er veröffentlicht schwerpunktmäßig E-Books im ePUB-Format, aber auch Printausgaben. Außerdem werden für reine Printverlage E-Books herausgebracht, z. B. für den Parodos Verlag.

## Veröffentlichungen (Auswahl)
- Antje Göhler (geb. 1967): Salziger Wein. Softcover, Berlin 2023, ISBN 978-3-96024-100-3
- Hedwig Heyl (1850–1934): Kriegskochbuch Anweisung zur einfachen und billigen Ernährung, Berlin, 2021, ISBN 978-3-96024-050-1 (erstmals erschienen 1914)
- Luise Kautsky (1864–1944): Rosa Luxemburg. Ein Gedenkbuch. Softcover, Berlin 2019, ISBN 978-3-96024-000-6 (=Luise Kautsky: Gesammelte Schriften. Herausgegeben von Günter Regneri, Bd. 1.)[1], 1929 erstmals veröffentlicht.
- Luise Kautsky: Starke Frauen. 15 Porträts von Jenny Marx bis Rosa Luxemburg. Softcover, Berlin 2018, ISBN 978-3-934616-04-2 (=Luise Kautsky: Gesammelte Schriften. Herausgegeben von Günter Regneri, Bd. 2)[2]
- Luise Kautsky: Erlebtes und Erfahrenes. Softcover, Berlin 2023, ISBN 978-3-96024-005-1 (=Luise Kautsky: Gesammelte Schriften. Herausgegeben von Günter Regneri, Bd. 5)[3]
- Salomon Neumann (1819–1908): Über die öffentliche Gesundheitspflege historische Texte der Sozialmedizin und Public Health, Berlin 2017, ISBN 978-3-934616-20-2 (erstmals erschienen 1847)[4]
- Friedrich Nietzsche (1844–1900): Schriften oder der Furor philosophicus. CD-ROM, Berlin 2000, ISBN 978-3-934616-00-4

## Autoren (Auswahl)
Im heptagon Verlag wurden u. a. Bücher von folgenden Autoren publiziert: Alfred Adler (1870–1937), Hedwig Heyl (1850–1934), Luise Kautsky (1864–1944), Rosa Luxemburg (1871–1919) Heinrich Schliemann (1822–1890) und Antje Göhler (geb. 1967).